# Alain Bertaut

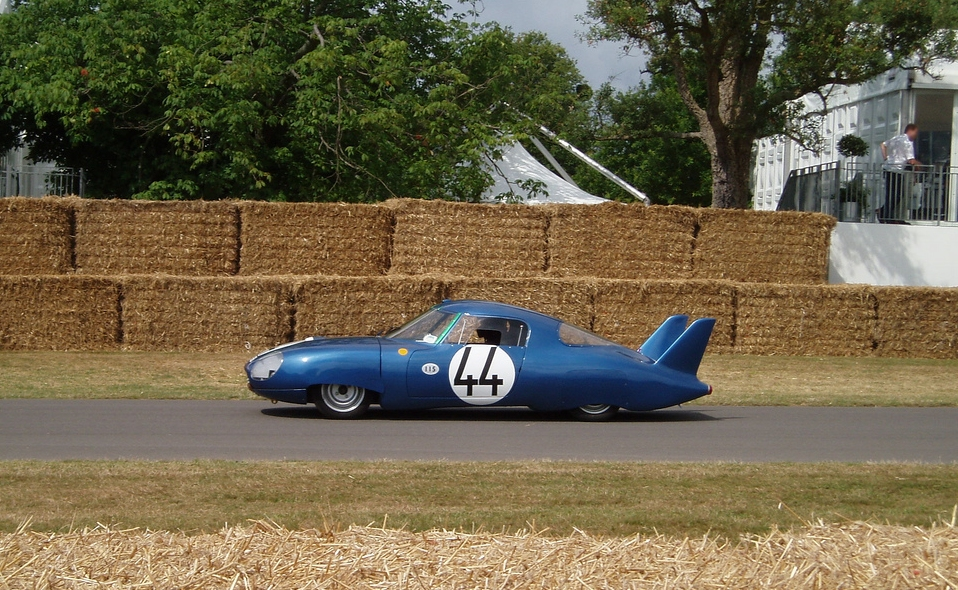
Der Werks-CD3 mit der Originalstartnummer 44, hier beim Goodwood Festival of Speed 2006. Alain Bertaut und André Guilhaudin waren mit diesem Wagen beim 24-Stunden-Rennen von Le Mans 1964 am Start

Alain Georges Bertaut (* 30. Dezember 1928 in Yaoundé; † 23. September 2016 in Paris) war ein französischer Automobilrennfahrer, Motorsportjournalist und von 1970 bis 2001 Technischer Direktor des 24-Stunden-Rennens von Le Mans.

## Journalist
Alain Bertaut studierte Anfang der 1950er-Jahre Rechtswissenschaften mit dem Ziel, den Beruf des Rechtsanwalts zu ergreifen. Er war allerdings schon seit seiner Kindheit von Automobilen und deren Technik fasziniert und bewarb sich 1954 um eine ausgeschriebene Stelle im Motorsportbereich der französischen Sportzeitung L’Équipe. In den folgenden drei Jahren besuchte er eine Vielzahl an Motorsportveranstaltungen in Europa und begann selbst Rennen zu fahren.

## Karriere im Motorsport
Seine ersten Gehversuche hatte er im Rallyesport. Bei der Rallye Rom-Lüttich-Rom wurde er 1957 auf einem Peugeot 403 57. in der Gesamtwertung. Anfang der 1960er-Jahre stieg er im Verlag zum Ressortchef auf. In sein Betätigungsfeld fielen auch die Fahrzeugtests. Über 1000 Fahrberichte verfasste er während seiner journalistischen Tätigkeit und eignete sich dabei ein enormes technisches Wissen an.
Der aktive Motorsport war nie sein Broterwerb, dennoch machte er ein erstaunliche Karriere für einen Freizeitrennfahrer, die ihn bis in Sportwagen-Weltmeisterschaft und zum 24-Stunden-Rennen von Le Mans führte. Anfang der 1960er-Jahre engagierte er sich auch federführend im Renault-R8-Gordini-Cup, der als Sprungbrett für Nachwuchsrennfahrer ins Leben gerufen wurde und aus dem viele spätere französische Spitzenfahrer hervorgingen.
Sein erster Einsatz auf der Rennstrecke erfolgte 1960 beim 1000-km-Rennen von Paris. Gemeinsam mit Jean Bernadet fuhr er einen privat gemeldeten AC Ace an die 14. Stelle der Gesamtwertung. Über seine berufliche Tätigkeit hatte er den französischen Konstrukteur Charles Deutsch kennengelernt und begann ab 1962 für dessen Rennteam Rennen zu fahren. Er fuhr einen CD Dyna 1962 gemeinsam mit seinem langjährigen Teamkollegen André Guilhaudin auf Rang 16 und zum Klassensieg in Le Mans. 1966 und 1967 fuhr er den CD SP66 in Le Mans und wurde mit dem Wagen Elfter beim 1000-km-Rennen von Paris 1966  und 13. beim 12-Stunden-Rennen von Reims 1967. Nach diesem Rennen trat er vom Rennsport zurück und beendete seine journalistische Tätigkeit.

## Technischer Direktor des 24-Stunden-Rennens von Le Mans
Nach dem Ende seiner Rennkarriere 1967 wechselte Bertaut mit seinem ehemaligen Teamchef Charles Deutsch zum ACO, dem Veranstalter der 24 Stunden von Le Mans. Deutsch übernahm die Funktion des Rennleiters von Jacques Loste und machte Bertaut zu einem seiner engsten Vertrauten. Zuerst für die Streckensicherheit zuständig, stieg Bertaut 1970 zum Technischen Direktor des Rennens auf. Eine Funktion, die er bis zu seinem Rücktritt im Sommer 2001 innehatte. Außerdem war er ab 1972 stellvertretender Rennleiter. Alle technischen Reglements dieser langen Dienstzeit hatten seine Handschrift. Er öffnete in den 1980er-Jahren das Rennen für die Fahrzeuge der IMSA-GTP-Serie und war maßgeblich an den technischen Regeln der Gruppe C beteiligt. Die heutige Klasseneinteilung in Le Mans, vor allem die erfolgreiche Koexistenz von Le-Mans-Prototypen und GT-Fahrzeugen, hat er mitgeprägt. Sein Nachfolger wurde Daniel Poissenot, der dieses Amt bis 2015 ausübte. Zu seinem Abschied erhielt er den Spirit-of-Le-Mans-Preis, der in diesem Jahr zum ersten Mal vergeben wurde.

## Statistik

### Le-Mans-Ergebnisse
| Jahr | Team                               | Fahrzeug | Teamkollege      | Platzierung             | Ausfallgrund     |
| ---- | ---------------------------------- | -------- | ---------------- | ----------------------- | ---------------- |
| 1962 | Panhard & Levassor                 | CD Dyna  | André Guilhaudin | Rang 16 und Klassensieg |                  |
| 1963 | Auto Union GmbH                    | CD 3     | André Guilhaudin | Ausfall                 | Unfall           |
| 1964 | S.E.C.A. CD                        | CD 3     | André Giulhaudin | Ausfall                 | Motorschaden     |
| 1966 | S.E.C. Automobiles Charles Deutsch | CD SP66  | Pierre Lelong    | Ausfall                 | Kupplungsschaden |
| 1967 | S.E.C. Automobiles Charles Deutsch | CD SP66C | André Guilhaudin | Ausfall                 | Kraftübertragung |

### Einzelergebnisse in der Sportwagen-Weltmeisterschaft
| Saison | Team                                   | Rennwagen             | 1   | 2   | 3   | 4   | 5   | 6   | 7   | 8   | 9   | 10  | 11  | 12  | 13  | 14  | 15  | 16  | 17  | 18  | 19  | 20  | 21  | 22  |
| ------ | -------------------------------------- | --------------------- | --- | --- | --- | --- | --- | --- | --- | --- | --- | --- | --- | --- | --- | --- | --- | --- | --- | --- | --- | --- | --- | --- |
| 1962   | Panhard & Levassor                     | CD Dyna               | DAY | SEB | SEB | MAI | TAR | BER | NÜR | LEM | TAV | CCA | RTT | NÜR | BRI | BRI | PAR |     |     |     |     |     |     |     |
| 1962   | Panhard & Levassor                     | CD Dyna               |     |     |     |     |     |     | DNF | 16  |     |     |     |     |     |     | 20  |     |     |     |     |     |     |     |
| 1963   | Auto Union                             | CD 3                  | DAY | SEB | SEB | TAR | SPA | MAI | NÜR | CON | ROS | LEM | MON | WIS | TAV | FRE | CCE | RTT | OVI | NÜR | MON | MON | TDF | BRI |
| 1963   | Auto Union                             | CD 3                  |     |     |     |     |     |     | DNF |     |     |     |     |     |     |     |     |     |     |     |     |     |     |     |
| 1964   | Charles Deutsch Standard Motor Company | CD 3 Triumph Spitfire | DAY | SEB | TAR | MON | SPA | CON | NÜR | ROS | LEM | REI | FRE | CCE | RTT | SIM | NÜR | MON | TDF | BRI | BRI | PAR |     |     |
| 1964   | Charles Deutsch Standard Motor Company | CD 3 Triumph Spitfire |     |     |     |     |     |     |     |     | DNF | DNF |     |     |     |     |     |     |     |     |     |     |     |     |
| 1966   | Charles Deutsch                        | CD SP66               | DAY | SEB | MON | TAR | SPA | NÜR | LEM | MUG | CCE | HOK | SIM | NÜR | ZEL |     |     |     |     |     |     |     |     |     |
| 1966   | Charles Deutsch                        | CD SP66               |     |     |     | DNF |     |     |     |     |     |     |     |     |     |     |     |     |     |     |     |     |     |     |
| 1967   | Charles Deutsch                        | CD SP66               | DAY | SEB | MON | SPA | TAR | NÜR | LEM | HOK | MUG | BRH | CCE | ZEL | OVI | NÜR |     |     |     |     |     |     |     |     |
| 1967   | Charles Deutsch                        | CD SP66               |     |     |     | DNF |     |     |     |     |     |     |     |     |     |     |     |     |     |     |     |     |     |     |